# 三井住友フィナンシャルグループ

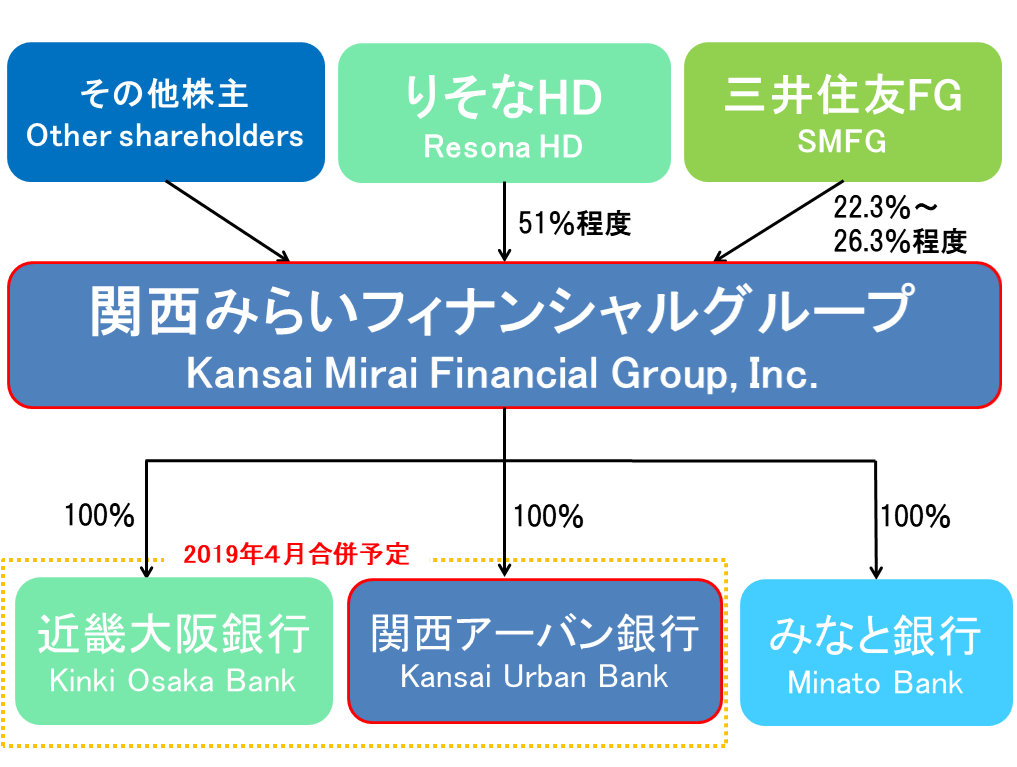
関西のグループ会社の経営統合

株式会社三井住友フィナンシャルグループ（みついすみともフィナンシャルグループ、英語: Sumitomo Mitsui Financial Group, Inc.）は東京都千代田区丸の内に本社を置く、メガバンクの三井住友銀行（SMBC）などを傘下に置く三井グループ・住友グループの金融持株会社。略称はSMFG。
東証プライム市場およびニューヨーク証券取引所（NYSE）上場企業であり、日経平均株価およびTOPIX Core30、JPX日経インデックス400の構成銘柄の一つ。上場銘柄としての略称は、単に「三井住友」としている。
SMFGを中核とする金融コングロマリットとしては「SMBCグループ」と称する。2018年3月まではグループ全体の名称も「三井住友フィナンシャルグループ（SMFG）」と称していた。なお、三井住友信託銀行を中心とした三井住友トラストグループとの間に資本的関係などはない。

## 概要
三井住友銀行、三井住友ファイナンス&リース、SMBC信託銀行、三井住友カード、SMBCコンシューマーファイナンス、日本総合研究所、SMBC日興証券などを傘下に置く。既存子会社と持株会社を設立した背景に、三井住友銀行の財務状況の改善がある。2005年から、SMFG社長・SMBC会長は旧さくら銀行（三井系）出身の北山禎介、SMBC頭取・SMFG会長は西川善文の後継者として有望視されていた奥正之、それぞれが就任した。
2007年は中期経営計画「LEAD the VALUE」の初年度にあたるが、規模では同グループを凌駕する三菱UFJフィナンシャル・グループ（MUFG）に通期純利益で肉薄する勢いであり、サブプライム問題で後退を余儀なくされたみずほフィナンシャルグループ（みずほFG）を大きく上回る結果を残した。2009年5月には、金融危機で経営難に陥ったシティグループから日興コーディアル証券（現：SMBC日興証券）、日興シティグループ証券（現：シティグループ証券）の事業を取得すると発表した。
2011年4月現在、都市銀行と信託銀行を傘下とする金融持株会社ではりそなホールディングス（りそなHD）とともに全国銀行協会の持株会社会員ではなく、メガバンクで唯一の非加盟持株会社である。

## 提携関係
消費者金融部門はプロミス（現：SMBCコンシューマーファイナンス）に出資し、合弁会社としてアットローンを設立した。2006年5月にニッシン（事業者金融）の第三者割当増資80億円超を引き受け、中小企業向け無担保ローン市場にも参入した。
証券部門ではかつて大和証券との提携を図り、合弁会社の大和証券SMBCを通じてホールセール証券を共同で運営していた。しかし、2009年10月に日興コーディアルグループを買収したことに伴い、大和証券との提携を解消した。
外資金融機関は、旧住友銀行時代よりゴールドマン・サックス（GS) と関係が深い。邦銀が海外進出に積極的だった1980年代後半に住銀はGSに出資したが、後年の金融不安を経て関係は逆転してSMFGの自己資本増強のための優先株発行1503億円をGSが引き受けた。年率4.5%の配当を25年間保証、普通株式へ転換条項、SMFGがGSの投資業務損失を21億ドルまで信用補完、GSの債券13億ドルをSMFGが購入、と種々の条件が付与するGSに有利なものであった。交渉は金融当局の指導をうけて水面下で進められ、取引企業を引受先とする1兆円を増資したみずほFGとともに批判が多く上がった。

### 信託部門との関係
1990年代から2000年代にかけての金融ビッグバン以後、メガバンクグループが相次いで信託銀行を買収する中、三井住友FGは長らくリテールにも対応した信託部門がなかった。これは、ライバル会社であるが同根でもある中央三井トラスト・ホールディングスと住友信託銀行が、ともに信託銀行専業での存続にこだわり三井住友FGとは独立した経営を堅持してきたためである。
2013年10月、三井住友銀行がソシエテジェネラル信託銀行の全株式を、ソシエテ・ジェネラル（フランス）から取得してSMBC信託銀行に改称させることで、初めて信託銀行の機能も有するようになった。また2014年12月には、シティバンク銀行のリテールバンク事業部門を譲り受けることで、体制を強化させている。

### 東海地区の基盤強化
東海銀行（後のUFJ銀行、現：三菱UFJ銀行）および同行系列企業が圧倒していた東海地区の金融事情であるが、MUFGの発足に伴う三菱系企業主導による再編でそれを嫌う旧東海銀行系企業のMUFGからSMFGへの異動が見られる。三井住友銀行も従来手薄だった東海地区（中京圏）の支店を順次開設していたり、新たに名古屋銀行とATM相互開放して手数料引き下げたりするなど基盤強化に務めている。

### 関西地区グループ会社の再編
SMBCの前身の一つである住友銀行は、在阪三大都市銀行（関西都銀）の一角を占めていた。関西地区は、第二地方銀の関西アーバン銀行およびみなと銀行がグループ内に存在し、グループ全体で強固な基盤を有しており、歴史的な関わりも深く、取引先も多い。その一方で、バーゼルⅢなどの国際的な金融規制の対象となっており、それらの規制強化により、資産の効率化による資本効率の向上が最重要課題となっていた。この規制への対応という観点では、関西アーバン銀行とみなと銀行という2つの第二地銀をグループに抱えることは重荷となっており、早々に両行を売却することで自己資本比率を0.5％程度に引き下げ、この課題をクリアすることが求められていた。
2017年2月20日に日本経済新聞及び読売新聞などが、「りそな銀行を中心とするりそなホールディングスが設立する中間持株会社に関西アーバン銀行、みなと銀行、りそなホールディングスの完全子会社である近畿大阪銀行をぶら下げる経営統合を、三井住友フィナンシャルグループが検討している」と報じた。また、同年2月25日に日本経済新聞が「三井住友フィナンシャルグループとりそなホールディングスは系列の関西の地銀3行を来春に経営統合することで大筋合意した」と報じた。
2017年3月3日、SMFG、りそなHD、近畿大阪銀行、関西アーバン銀行、みなと銀行各社は近畿大阪銀行、関西アーバン銀行、みなと銀行の経営統合で基本合意した。関西アーバン銀行、みなと銀行、近畿大阪銀行の3社がぶら下がる形で、新たに金融持株会社を設立させる。金融持株会社はりそなHDの連結子会社、SMFGの持分法適用会社となる。
2017年9月26日、統合計画についてりそなHD、近畿大阪銀行、関西アーバン銀行、みなと銀行の間で最終合意したこと、金融持株会社の社名を関西みらいフィナンシャルグループとすることをそれぞれを公表した。
1. 関西みらいFGは東証に上場している関西アーバン銀行および、みなと銀行の両行を完全子会社化。
2. 両行の既存株主に関西みらいFGの株式を割り当てるとともに、東証に新規上場予定[19]。

同年11月14日、関西みらいFGが設立され、今後段階を踏んで経営統合、システム統合並びに近畿大阪銀行および関西アーバン銀行の会社合併を行うことが公表されている。2018年2月20日、りそなHDによる株式公開買付けに応じた結果、みなと銀行が連結子会社から持分法適用関連会社となった。なお、関西みらいFGは2024年4月1日付でりそなHDに合併され消滅した。

## 沿革
- 2002年12月2日 - 初代三井住友銀行の単独株式移転により、株式会社三井住友フィナンシャルグループ（SMFG）を設立。
- 2003年1月 - わかしお銀行の全株式を取得。
- 2003年2月1日 - 持株会社化実施に伴う、子会社の再編を実施。

| ① 初代三井住友銀行の現物配当により、三井住友カード、三井住友銀リース、日本総合研究所の3社を直接子会社化。 |  | ② SMFGが、日本総合研究所等の親会社であった日本総研ホールディングズを吸収合併。 |

- 2003年3月17日 - 連結子会社のわかしお銀行が初代三井住友銀行を逆さ合併、2代目三井住友銀行（現法人）に改称[24]。
- 2005年4月27日 - 連結子会社の三井住友カードがNTTドコモと、おサイフケータイ関連事業の資本業務提携[25]。
- 2005年7月11日 - 連結子会社の三井住友カードの一部株式を、NTTドコモに売却。
- 2006年9月1日 - SMFGが株式交換により、SMBCフレンド証券を完全子会社化[26]。
- 2006年10月17日 - SMFGが公的資金を完済[27]。
- 2007年10月1日 - 連結子会社の三井住友銀リースが住友商事系の住商リースと合併、三井住友ファイナンス&リース（SMFGと住友商事の折半出資）を設立。
- 2008年10月1日 - カード事業を統括する中間持株会社として、SMFGカード&クレジットを設立。
- 2009年5月1日 -米国のシティグループと資本業務提携、同グループの日興コーディアル証券を買収[28]。
- 2009年7月1日 - 連結子会社の三井住友銀行が、オリックス・クレジット（現：ドコモ・ファイナンス）の株式51.0%を取得[29]。
- 2009年10月1日 - 連結子会社の三井住友銀行が、日興コーディアル証券を完全子会社化。2010年10月17日までの旧本社社屋（日比谷三井ビルディング）

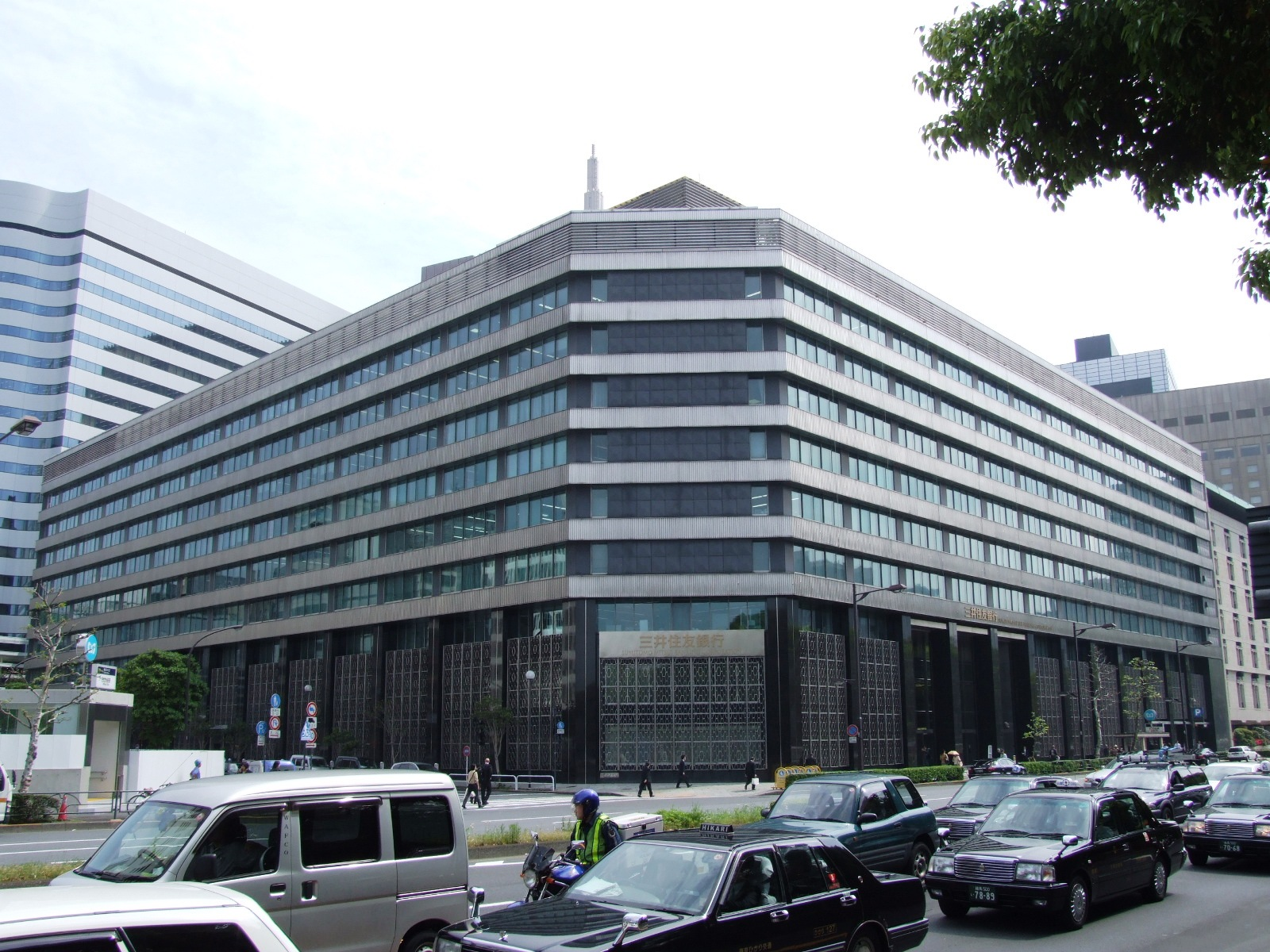
2010年10月17日までの旧本社社屋（日比谷三井ビルディング）

- 2010年10月18日 - 本社所在地を日比谷三井ビルディングから、（SMBC本店北館に移転した部門を除き）三井住友銀行本店ビルディングへ移転[30]。
- 2010年11月1日 - ニューヨーク証券取引所に新規上場（ADR）[31]。
- 2011年5月 - 中間持株会社のSMBCカード&クレジットが、セディナの全株式を取得[32]。
- 2012年4月26日 - 連結子会社の三井住友銀行がオリックス・クレジットの保有分全株式を、共同出資先で大手総合金融サービスのオリックスに譲渡[33]。
- 2012年4月 - TOBにより、大手消費者金融のプロミス（現：SMBCコンシューマーファイナンス）の全株式を取得[34]。
- 2013年5月 - 連結子会社の三井住友銀行が、インドネシアの商業銀行のBank BTNPの株式を取得[35]。
- 2013年7月24日 - 連結子会社の三井住友銀行がフランスのソシエテ・ジェネラルグループより、ソシエテジェネラル信託銀行（同年10月、SMBC信託銀行に改称）を買収[36]。
- 2014年12月25日 - 連結子会社のSMBC信託銀行が、シティバンク銀行の個人向けリテールバンク事業を吸収[37]。
- 2016年7月 - 連結子会社の三井住友銀行が三井住友アセットマネジメント（現：三井住友DSアセットマネジメント）を連結子会社化[38]。
- 2017年6月 - 指名委員会等設置会社に移行[39]。
- 2018年1月1日 - 連結子会社のSMBC日興証券が、SMBCフレンド証券を吸収合併[40]。
- 2018年4月 - グループ名を「三井住友フィナンシャルグループ」から、「SMBCグループ」に変更[5]。
- 2019年4月 - 三井住友アセットマネジメントと大和住銀投信投資顧問の合併により、三井住友DSアセットマネジメントを設立[41]。
- 2019年4月 - 連結子会社の三井住友カードが、中間持株会社のSMFGカード&クレジットを吸収合併[42]。
- 2020年7月1日 - 連結子会社のセディナが初代SMBCファイナンスサービスを吸収合併のうえ、2代目SMBCファイナンスサービスに商号変更[43]。
- 2021年6月- フィリピンのリサール商業銀行に出資[44]。翌2022年11月には出資比率を4.9%から、20.0%に高めると発表した。
- 2022年10月 -金融庁がSMFGに対し、行政処分及び報告徴収命令を公示[45]。
- 2023年7月1日 - いずれもNECグループとの合弁会社のブリースコーポレーションとNCoreの合併により、BPORTUSを設立[46]。
- 2023年7月1日 - 連結子会社の三井住友カードが、SMBCモビットを吸収合併[47]。
- 2023年7月12日 - 翌2024年4月～6月をめどに、連結子会社の三井住友銀行の英国法人をユニバーサルバンク化させることを発表[注釈 7][48]。
- 2023年8月30日 - 連結子会社の三井住友カードとともに、ライフネット生命保険と資本業務提携[49]。
- 2023年9月29日 - 連結子会社の三井住友DSアセットマネジメントより、日興グローバルラップの全株式を取得[50]。
- 2023年10月2日 - 求人情報メディアのアトラエと共同で、SMBC Weboxを設立[51]。
- 2024年4月1日 - 連結子会社の三井住友カードが、SMBCファイナンスサービスを吸収合併[52]。
- 2024年4月1日 - 連結子会社の日本総合研究所と日興システムソリューションズの共同株式移転により、IT関連事業を統括する中間持株会社として、日本総研ホールディングスを設立[53]。
- 2024年10月1日 - 連結子会社のSMBCカードが、SMBCコンシューマーファイナンスを完全子会社化[54][55]。
- 2025年4月 - 連結子会社のSMBCグローバル・インベストメント&コンサルティング（2024年10月1日、日興グローバルラップより改称）が、SMBC日興証券のチーフ・インベストメント・オフィス機能を吸収[56]。

## 歴代社長
| 代 | 氏名     | 在任期間               | 出身校           |
| -- | -------- | ---------------------- | ---------------- |
| 1  | 西川善文 | 2002年12月 - 2005年6月 | 大阪大学法学部   |
| 2  | 北山禎介 | 2005年6月 - 2011年3月  | 東京大学教養学部 |
| 3  | 宮田孝一 | 2011年4月 - 2017年3月  | 東京大学法学部   |
| 4  | 國部毅   | 2017年4月 - 2019年4月  | 東京大学経済学部 |
| 5  | 太田純   | 2019年4月 - 2023年11月 | 京都大学法学部   |
| 6  | 中島達   | 2023年12月 -           | 東京大学工学部   |

## ブランディング
参照：
2018年4月からグループ全体の名称を「三井住友フィナンシャルグループ」から「SMBCグループ」に改めており、ロゴもグループロゴとしては「三井住友フィナンシャルグループ」や「SMFG」の使用を止め、トラッドグリーンをベースにした「SMBC」「SMBC Group」に統一している。
SMBCグループの上昇カーブを描くマークは「ライジングマーク」と名付けられており、「グループが提供する一層価値あるサービス、先進的・革新的なサービスにより、お客さま、株主、社会と共にグループが発展していく願い」が込められている。
コーポレートカラーの2色のうち「フレッシュグリーン」は「若々しさ、知性、やさしさ」を、もう一方の「トラッドグリーン」は「伝統、信頼、安定感」を表現している。
統合前の旧住友銀行は、住友財閥の社章が採用されていた（旧さくら銀行は旧太陽神戸三井銀行時代からさくらのマーク、旧三井銀行は1984年から五十嵐威暢による青地に白で楕円に「三」の字を基調としたマークを使用していた）。

## 主要関連会社

### 三井住友銀行
株式会社三井住友銀行（三井住友フィナンシャルグループ 100.0%）- 三大メガバンクの一角を占める大手都市銀行
【日本・東アジア】
| - 株式会社SMBC信託銀行（三井住友銀行 100.0%）- 大手信託銀行 - エー・アイ・キャピタル株式会社（三井住友銀行 60.0%、大同生命保険 36.0%、三菱UFJ信託銀行 4.0%）- 投資運用、投資助言 - SMBCベンチャーキャピタル株式会社（三井住友銀行 100.0%）- ベンチャーキャピタル - SMBC債権回収株式会社（三井住友銀行 100.0%）- サービサー - ポケットカード株式会社（PCH（伊藤忠系）、ファミリーマートとの共同出資）- クレジットカードサービス - 株式会社さくらケーシーエス【東証スタンダード・4761】（三井住友銀行 28.5％）- 総合情報サービス - 株式会社ことら（三井住友銀行 20.0%）- フィンテック事業 - 三井住友銀行（中国）有限公司（三井住友銀行 100.0%）- 中国の銀行業 - Sakura Finance Asia Ltd.（三井住友銀行 100.0%）- 香港の投融資 |  | - PayPay銀行株式会社（三井住友銀行 21.5%、PayPay 75.5%）- ネット銀行 - SMBCバリュークリエーション株式会社（三井住友銀行 100.0%）- コンサルファーム - SMBCコンサルティング株式会社（三井住友銀行 50.0%、日本総合研究所 25.0%）- コンサルファーム等 - 株式会社SMBCリートマネジメント（三井住友銀行 80.0%、SMFLみらいパートナーズ 20.0%）- 総合型私募リートの運用等 - ジャパン・ペンション・ナビゲーター株式会社（住友生命保険、大樹生命保険他2社との共同出資）-「iDeCo」の運営管理 - さくら情報システム株式会社（三井住友銀行 49.0%、オージス総研 51.0%）- 金融系Sler - 東亜銀行有限公司（三井住友銀行 21.7%）- 香港最大の都市銀行 - 中郵創業基金管理株式有限公司（三井住友銀行 23.7%）- 中国の資産運用サービス |

【東南アジア】
| - PT Bank SMBC Indonesia Tbk（三井住友銀行 91.0%）- インドネシアの銀行業 - Vietnam Prosperity JSC Bank（三井住友銀行 15.0％）- ベトナムの銀行業 - Rizal Commercial Banking Corporation（三井住友銀行 20.0％）- フィリピンの商業銀行 |  | - Sumitomo Mitsui Banking Corporation Malaysia Berhad（三井住友銀行 100.0%）- マレーシアの銀行業 - ACLEDA Bank Plc.（三井住友銀行 18.1%）- カンボジアの銀行業 |

【米州】
- SMBC Americas Holdings, Inc.（三井住友銀行 100.0%）- 米国の銀行持株会社

| - SMBC MANUBANK（SMBC Americas 100.0%）- 米国の銀行業 - SMBC Capital Markets, Inc.（SMBC Americas 100.0%）- 米国のスワップ取引等 - JRI America, Inc.（SMBC Americas 100.0%）- 金融系Sler |  | - SMBC Leasing and Finance, Inc.（SMBC Americas 100.0%）- 米国のリース業 - SMBC Nikko Securities America,Inc.（SMBC Americas 80.0%、SMBC日興証券 20.0%）- 米国の証券業等 |

- Banco Sumitomo Mitsui Brasilero S.A.（三井住友銀行 100.0%）- ブラジルの銀行業

【欧州】
| - SMBC International plc（三井住友銀行 100.0%）- 英国のユニバーサルバンク - SMBC Bank EU AG（三井住友銀行 100.0%）- ドイツを中心としたEU諸国の銀行業 - SMBC International Finance N.V.（三井住友銀行 100.0%）- オランダの金融サービス |  | - JSC Sumitomo Mitsui Rus Bank（三井住友銀行 100.0%）- ロシアの銀行業 - Sumitomo Mitsui Finance Dublin Ltd.（三井住友銀行 100.0%）- アイルランドの金融業 - SMBC Leasing (UK) Ltd.（三井住友銀行 70.0%、三井住友ファイナンス&リース 30.0%）- 英国のリース業 |

### 三井住友ファイナンス&リース
三井住友ファイナンス&リース株式会社（三井住友フィナンシャルグループ 50.0%、住友商事 50.0%）- 大手総合リース業
【日本・東アジア】
| - SFIリーシング株式会社（三井住友ファイナンス&リース 66.0%、ソニーグループ 34.0%）- 総合リース業 - AJCC株式会社（三井住友ファイナンス&リース 100.0%）- ケーブルテレビ関連機器のリース業等 - 株式会社エスシー倶楽部（三井住友ファイナンス&リース 100.0%）- 法人向けローン事業等 - 三井住友融資租賃（中国）有限公司（三井住友ファイナンス&リース 100.0%）- 広州市法人 |  | - SMFLレンタル株式会社（三井住友ファイナンス&リース 93.0%、三和ホールディングス 7.0%）- IT機器、計測器のレンタルサービス - ヤンマークレジットサービス株式会社（三井住友ファイナンス&リース 60.0%、ヤンマー 40.0%）- ヤンマー製品の販売金融事業、ヤンマーグループ向けリース業 - 上海三井住友綜合融資租賃有限公司（三井住友ファイナンス&リース 100.0%）- 上海市法人 |

【東南アジア】
| - SMFL Leasing (Thailand) Co., Ltd.（三井住友ファイナンス&リース 100.0%）- タイのリース業 - Sumitomo Mitsui Finance and Leasing (Singapore) Pte.Ltd.（三井住友ファイナンス&リース 100.0%）- 東南アジアの総合リース業 |  | - SMFL Leasing (Malaysia) Sdn. Bhd.（三井住友ファイナンス&リース 100.0%）- マレーシアのリース業 - PT. SMFL Leasing Indonesia（三井住友ファイナンス&リース 100.0%）- インドネシアのリース業 |

【欧州】
| - SMBC Aviation Capital Ltd.（三井住友ファイナンス&リース 68.0%）- アイルランドの航空機リース業 - SMBC Aero Engine Lease B.V.（三井住友ファイナンス&リース 100.0%）- オランダの航空用エンジンリース業 - LCI Investments Ltd.（三井住友ファイナンス&リース 35.0%、Libra Group 65.0%）- 英国のヘリコプターリース |  | - SMFL LCI Helicopters Ltd.（三井住友ファイナンス&リース 90.0%、LCI 10.0%）- アイルランドのヘリコプターリース業 - DMG MORI Finance GmbH（三井住友ファイナンス&リース 50.1%、DMG森精機 49.9%）- ドイツの工作機械リース業 |

#### SMFLみらいパートナーズ
SMFLみらいパートナーズ株式会社（三井住友ファイナンス&リース 100.0％）- 不動産事業、環境エネルギー事業等
| - ケネディクス株式会社（SMFLみらいパートナーズ 70.0%、ARA Asset Management Ltd. 30.0%）- 不動産ファンドの運営 - 株式会社シーアールイー（SMFLみらいパートナーズ 51.2%）- 物流不動産事業 - 株式会社 SMART（SMFLみらいパートナーズ 49.0％、アビヅ 51.0%）- プラント処分（元請）事業 - SMFL Mirai Partners (Singapore) Pte. Ltd.（SMFLみらいパートナーズ 100.0%）- シンガポールの不動産管理業 |  | - 株式会社マックスリアルティ（ザイマックス他との共同出資）- 不動産関連事業 - みらい・パートナーズ株式会社（三菱商事他との共同出資）- 水力発電の総合エンジニアリング業 - サーキュラーリンクス株式会社（SMFLみらいパートナーズ 50.0%、アミタホールディングス 50.0%）- 廃棄物処理関連事業 |

#### 住友三井オートサービス
住友三井オートサービス株式会社（三井住友ファイナンス&リース 33.4%、三井住友フィナンシャルグループ 26.2%、住友商事 40.4%）- 大手カーリース
【日本】
| - マツダオートリース株式会社（住友三井オートサービス 93.6%、マツダ 6.4%）- マツダのカーリース業等 - 株式会社セディナオートリース（住友三井オートサービス 60.0%、三井住友カード 40.0%）- マイカーリース等 - マースシフト 株式会社（住友三井オートサービス 100.0%）- 事故代車のレンタルサービス - KD eソリューションズ株式会社（住友三井オートサービス 100.0%）- 電気自動車の総合モビリティサービス等 - MOBILOTS株式会社（住友三井オートサービス 33.4%、トヨタファイナンス 50.1%、日野自動車 16.5%）- 商用車のリース・割賦販売 |  | - SMAサポート株式会社（住友三井オートサービス 100.0%）- 保険代理店業、自動車事故の対応サービス等 - スペイス・ムーブ株式会社（SMAサポート 100.0%）- 商用車を中心とした中古車オークション等 - i-SMAS少額短期保険株式会社（SMAサポート 100.0%）- 少額短期保険業 - 株式会社 エース・オートリース（住友三井オートサービス 95.0%、日産東京販売ホールディングス 5.0%）- 日産自動車のカーリース業 |

【APAC】
| - Sumitomo Mitsui Auto Leasing & Service (Thailand) Co., Ltd.（住友三井オートサービス 83.0%、住友商事 17.0%）- タイの総合モビリティサービス - SMAS Auto Leasing India Pvt. Ltd.（住友三井オートサービス 74.3%、住友商事 25.7%）- インドの総合モビリティサービス |  | - Summit Auto Lease Australia Pty Ltd.（住友三井オートサービス 100.0％）- オーストラリアの総合モビリティサービス - PT. SMAS Mobility Indonesia（住友三井オートサービス 60.0%、住友商事 40.0%）- インドの総合モビリティサービス |

### SMBC日興証券
SMBC日興証券株式会社（三井住友フィナンシャルグループ 100.0%）- 大手総合証券会社
【日本・東アジア】
| - 日興ビジネスシステムズ株式会社（SMBC日興証券 100.0%）- 証券事務サービス - 日興アイ・アール株式会社（SMBC日興証券 100.0％）- IRコンサルファーム - 日興みらん株式会社（SMBC日興証券 100.0%）- 証券事務、研修業務（特例子会社） - SMBC Nikko Securities (Hong Kong) Ltd.（SMBC日興証券 100.0%）- 香港の証券業 - SMBC Capital Markets (Asia) Ltd.（SMBC日興証券 100.0%）- 香港を中心としたスワップ取引等 |  | - 日興リサーチセンター株式会社（SMBC日興証券 100.0%）- 金融系リサーチ - 日興企業株式会社（SMBC日興証券 100.0%）- SMBCグループ向け保険事業、調達事業等 - SBIマネープラザ株式会社（SMBC日興証券 33.0%、SBI証券 67.0%）- 金融アドバイザー業務 - SMBC Nikko Securities (Singapore) Pte. Ltd.（SMBC日興証券 100.0%）- シンガポールの証券業 |

【欧州】
| - SMBC Nikko Investment Fund Management Company S.A.（SMBC日興証券 100.0%）- ルクセンブルクのファンド管理業務 |  | - SMBC Derivative Products Ltd.（SMBC日興証券 100.0％）- 英国のスワップ取引業務等 |

### 三井住友カード
三井住友カード株式会社（三井住友フィナンシャルグループ 100.0%）- 大手三社の一角を占めるクレジットカードサービス
| - SMCCグリーンパートナーズ株式会社（三井住友カード 100.0%）- バックオフィス業務（特例子会社） - CCCMKホールディングス株式会社（三井住友カード 20.0%、三井住友フィナンシャルグループ 20.0%、カルチュア・コンビニエンス・クラブ 60.00%）-「Tポイント」の運営等 |  | - SMCCビジネスパートナーズ株式会社（三井住友カード 100.0%）- 法人向けクレジットカードサービス等 - SMBC GMO PAYMENT 株式会社（三井住友カード 50.0%、GMOペイメントゲートウェイ 40.0%、三井住友銀行 10.0%）- EC上の決済代行サービス - 泉櫻信息諮詢（上海）有限公司（三井住友カード 100.0%）- 上海市の決済代行サービス |

#### SMBCコンシューマーファイナンス
SMBCコンシューマーファイナンス株式会社（「SMCF」三井住友カード 100.0%）-「プロミス」ブランドで知られる大手消費者金融
| - アビリオ債権回収株式会社（SMCF 51.0%）- サービサー - 良京實業股份有限公司（SMCF 100.0%）- 台湾のサービサー - 普羅米斯資産管理股份有限公司（良京實業 100.0%）- 台湾の債権管理受託回収業 - Promise (Thailand) Co., Ltd.（SMCF 100.0%）- タイの消費者金融 - VPBank SMBC Finance Co., Ltd.（SMCF 49.0%）- ベトナムの消費者金融 |  | - SMBC信用保証株式会社（SMCF 100.0%）- 信用保証業 - 邦民日本財務（香港）有限公司（SMCF 100.0%）- 香港の消費者金融 - 瀋陽金融商貿開発区普羅米斯小額貸款有限責任公司（邦民日本財務 100.0%）- 瀋陽市を中心とした少額貸付事業 - 深圳市普羅米斯諮詢服務有限公司（邦民日本財務 100.0%）- 深圳市の金融系Sler - 成都普羅米斯小額貸款有限公司（邦民日本財務 100.0%）- 成都市を中心とした少額貸付事業 |

### 日本総合研究所
株式会社日本総研ホールディングス（三井住友フィナンシャルグループ 100.00%）- 中間持株会社
- 株式会社日本総合研究所（日本総研HD 100.00%）- 五大シンクタンクの一角を占める大手シンクタンク

| - 株式会社日本総研情報サービス（日本総合研究所 100.00%）- 金融系Sler - JRI Europe, Ltd.（日本総合研究所 100.00%）- 三井住友銀行（欧州拠点）のシステム開発・保守 |  | - 株式会社JSOL（日本総合研究所 50.00%、NTTデータ 50.00%）- 公共向けSler - 日綜（上海）信息系統有限公司（日本総合研究所 100.00%）- 三井住友銀行（中国拠点）のシステム開発・保守 |

- 日興システムソリューションズ株式会社（日本総研HD 100.00%）- 証券・金融系Sler
  - 株式会社インテリジェントテクノロジー（野村総合研究所との共同出資）- 金融系ITサービスの提供

### 三井住友DSアセットマネジメント
三井住友DSアセットマネジメント株式会社（「SMDS」、三井住友フィナンシャルグループ 50.1%、大和証券グループ本社 23.5%）- 大手アセットマネジメント（AM）サービス
| - Sumitomo Mitsui DS Asset Management (UK) Ltd.（SMDS 100.0％）- 英国のAMサービス - 本網站由三井住友德思資産管理（香港）有限公司（SMDS 100.0％）- 香港のAMサービス - 三井住友德思私募基金管理（上海）有限公司（SMDS 100.0％）- 上海市のAMサービス |  | - Sumitomo Mitsui DS Asset Management (USA) Inc.（SMDS 100.0%）- 米国のAMサービス - Sumitomo Mitsui DS Asset Management (Singapore) Pte. Ltd.（SMDS 100.0%）- シンガポールのAMサービス |

SMBCグローバル・インベストメント&コンサルティング株式会社（三井住友フィナンシャルグループ 100.0%）- 資産運用、投資助言